# Monumento Newborn

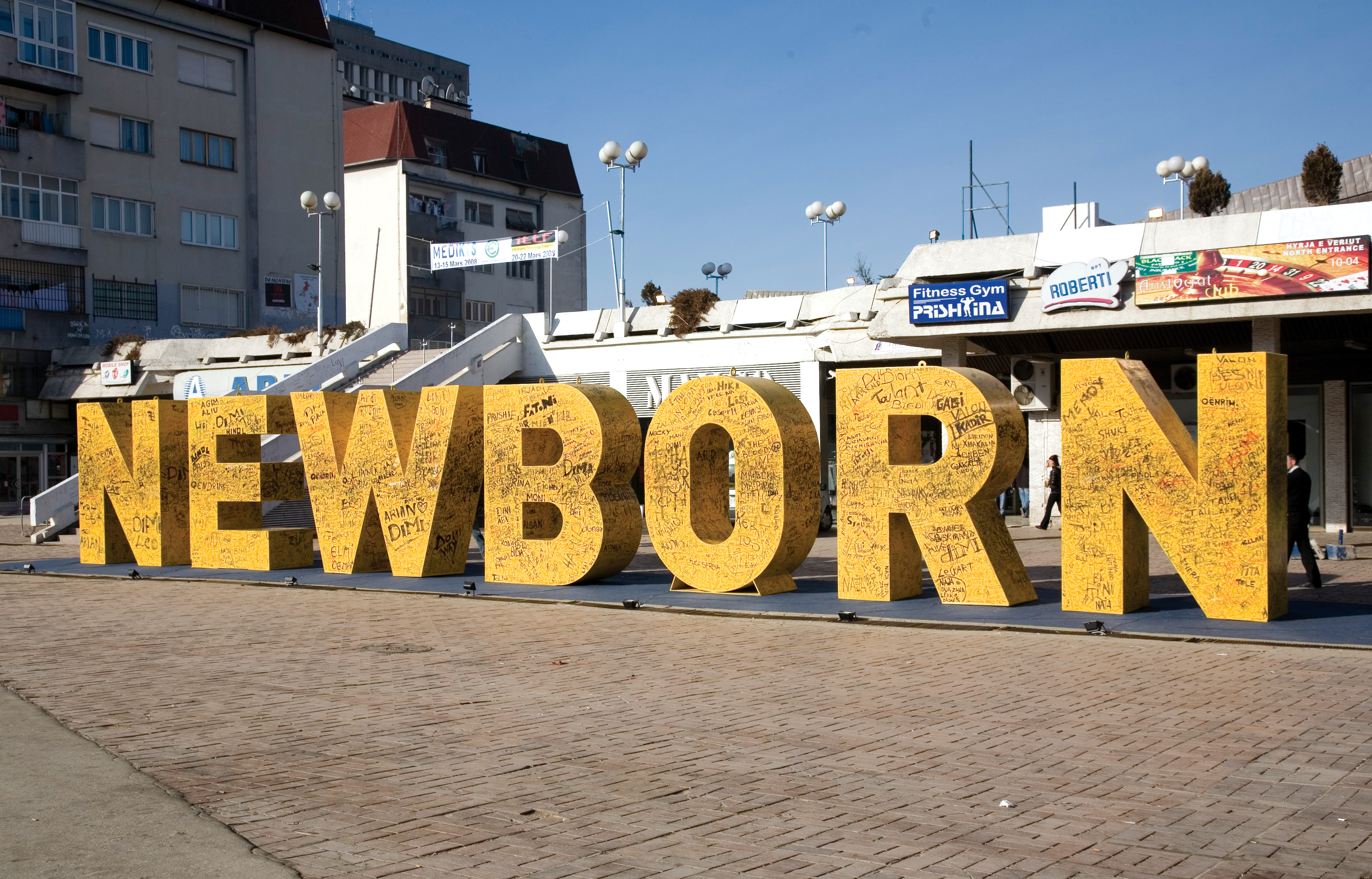
El Monumento Newborn el día de su revelación, el 17 de febrero de 2008

El Monumento Newborn es una escultura tipográfica y atracción turística en Pristina, Kosovo, revelada el 17 de febrero de 2008, el día en que Kosovo declaró su independencia de Serbia. El monumento consta de la palabra en idioma inglés newborn (Recién nacido) en letras mayúsculas, que fueron pintadas de color amarillo brillante cuando la escultura fue revelada por primera vez. El monumento fue repintado con las banderas de varios de los países que han reconocido a Kosovo. Se tiene planeado pintar el monumento de forma diferente, revelándose el diseño el 17 de febrero de cada año. El monumento ha atraído la atención de los medios de comunicación internacionales informando de la declaración de independencia de Kosovo, ocupando un lugar destacado en la primera plana de The New York Times.

## Antecedentes

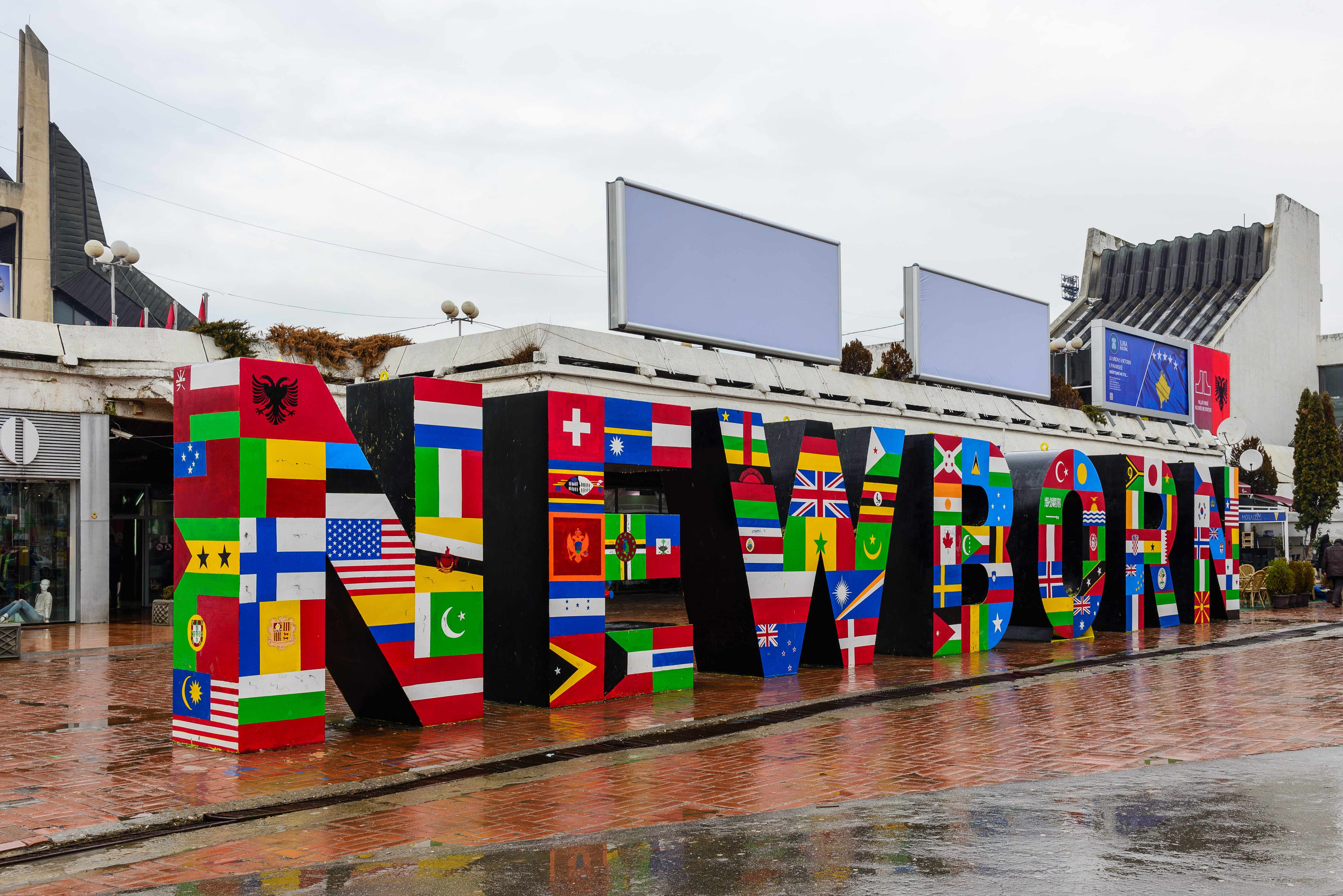
El monumento en 2013, con las banderas de varios de los países que han reconocido a Kosovo

El monumento fue creado por Fisnik Ismaili y la agencia publicitaria Ogilvy Kosova. En la revelación los organizadores entregaron a la multitud marcadores permanentes negros e invitaron al entonces presidente Fatmir Sejdiu y al primer ministro Hashim Thaçi a firmarlo, seguido por unas 150.000 personas asistentes a las manifestaciones pro-independencia del 17 de febrero de 2008.
Pesando 9 toneladas, las dimensiones de Newborn son de 3 metros de alto, 24 metros de largo y 0,9 metros de profundidad. La fuente de las letras es DIN Black. Newborn es el primer monumento público conmemorativo de la independencia de Kosovo, el cual fue construido en 10 días de trabajo contrarreloj.
La palabra Newborn fue elegida como una palabra simple en inglés para describir el nacimiento de un nuevo país, sus connotaciones positivas y el potencial para representar a Kosovo como un país nuevo, contemporáneo y moderno.

## Aclamación internacional
El monumento ha ganado premios en 6 grandes competiciones internacionales de diseño. El Premio Clio de plata fue otorgado en la edición 49 de los Premios Clio por motivar el comportamiento humano de forma significativa, el León de Oro de Cannes fue otorgado en la edición 55 del Festival de Publicidad de Cannes, el premio de plata del Festival Europeo de Publicidad, Golden Drum Grand Prix y finalista de los Premios Internacionales de Londres, todos otorgados en 2008. Además ganó el Premio One Club Merit en 2009. El repintado del monumento fue finalista en los Premios Clio de 2013.